# Alergen

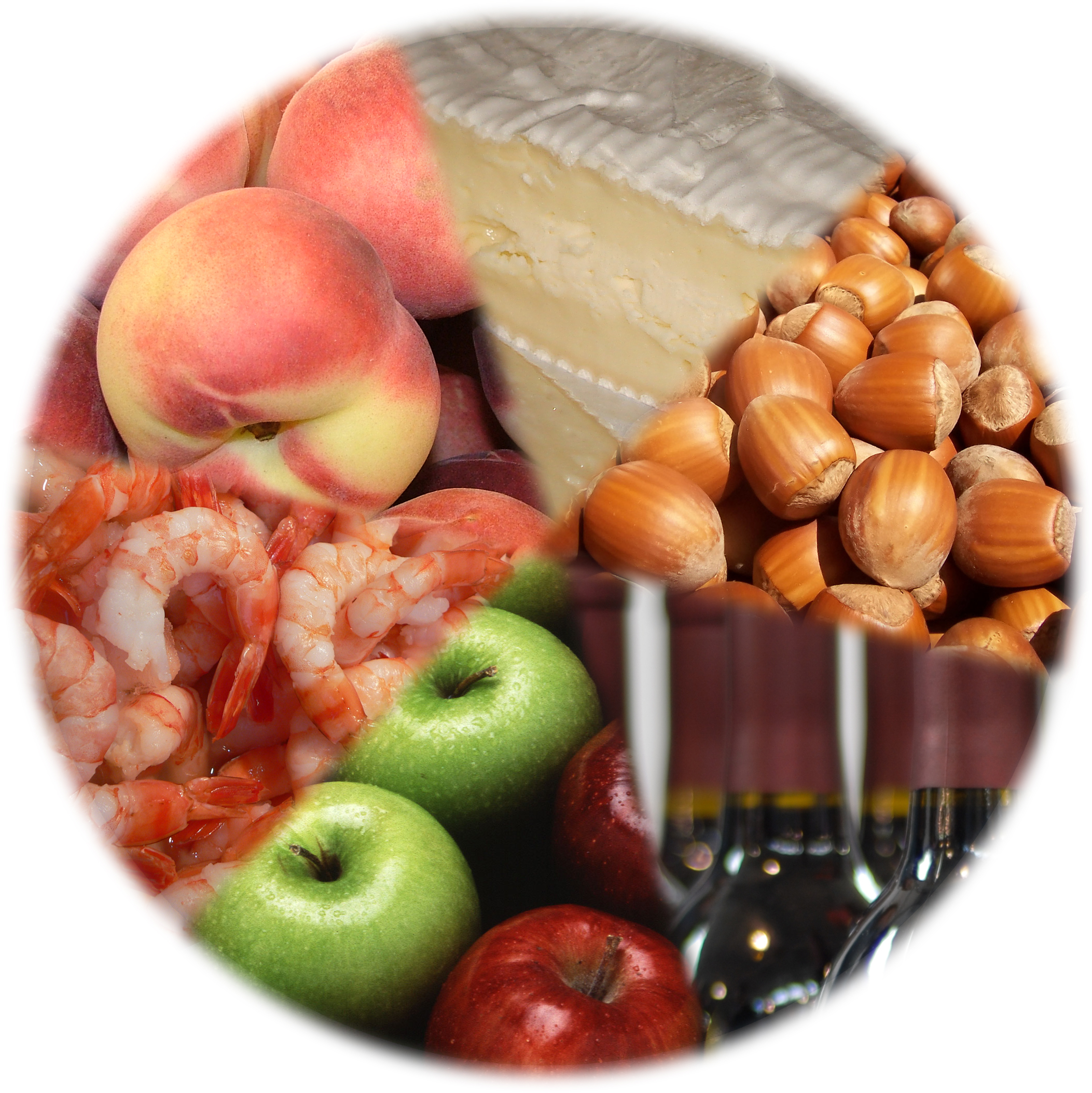
příklady alergenů: korýši, ořechy, ovoce, laktósa, víno

Alergen je exogenní antigen, který je schopen u vnímavých jedinců vyvolat patologickou imunitní reakci – tzv. alergii či alergickou reakci. Jde nejčastěji o složky pylových zrn, plísní či zvířecí srsti. Z chemického hlediska představují alergeny převážně glykoproteiny a proteiny. Alergeny však také mohou být chemické látky v kosmetice, zejména látky v kosmetice, nejčastěji vonné složky V důsledku způsobuje alergická imunitní odpověď zánět v těle, čímž vyvolává určité alergické choroby.

## Právní úpravy
Od poloviny prosince 2014 musí výrobci potravin v EU povinně zvýrazňovat alergeny v popisu složení potravin, povinnost uvádět alergeny se týká i restaurací, jídelen, pekáren, cukráren, kaváren, nemocnic, škol či sociálních ústavů.
Zjednodušený seznam alergenů dle tohoto nařízení:
1. lepek
2. korýši
3. vejce
4. ryby
5. arašídy
6. sója
7. mléko
8. ořechy
9. celer
10. hořčice
11. sezam
12. oxid siřičitý, siřičitany
13. vlčí bob (lupina)
14. měkkýši